# Yang Banhou
Pour les articles homonymes, voir Yáng (楊).
Yang Banhou (chinois simplifié : 杨班侯 ; chinois traditionnel : 楊班侯 ; pinyin : yáng bānhóu) parfois translittéré en Yang Pan-hou ou encore Yu, (钰 / 鈺, yù), né en 1837 dans le xian de Yongnian, à Handan, province du Hebei, en Chine de la dynastie Qing, et décédé 1892, est un maître de tai-chi-chuan, deuxième fils du fondateur du style Yang, Yang Luchan. Il est connu pour son tempérament belliqueux,.

## Biographie
Son frère aîné Yang Feng Hou étant mort en bas âge, il est le premier fils de Yang Luchan à avoir atteint l'âge adulte. À la suite de son père, il fut instructeur d'arts martiaux pour la famille impériale,. Il devint ainsi le professeur de Wu Ch'uan-yu (Wu Quanyou), un officier de cavalerie mandchou. Le fils de Wu Ch'uan-yu, Wu Chien-ch'uan (Wu Jianquan), officier lui-même, fonda avec son père le style Wu de Tai-Chi-Chuan. 
Le fils de Yang Pan-hou, Yang Zhao Pen (1875-1938) fut également un professeur de Tai Chi.
Yang Banhou serait en outre le fondateur du guangping Yang taiji[réf. nécessaire].